# 스위스 철도 시계
스위스 철도 시계(Swiss railway clock)는 1944년 스위스 엔지니어이자 SBB 직원인 한스 힐피커가 시계 제조업체인 모저베어와 함께 스위스 연방 철도에서 역 시계로 사용하기 위해 설계했다. 1953년 힐피커는 열차 파견 직원이 사용하는 지휘봉 모양의 빨간색 초침을 추가하여, 시계에 현재 모양을 부여했다.

## 기술

가상시계

이 시계의 기술은 철도 운영의 특정 요구 사항에 기인한다. 첫째, 철도 시간표에는 초가 나와 있지 않다. 스위스의 기차는 항상 정시에 출발한다. 둘째, 기차역의 모든 시계는 역 안팎에서 승객과 철도 직원 모두에게 신뢰할 수 있는 시간을 표시하기 위해 동시에 작동해야 한다.
스위스의 역 시계는 1분마다 중앙 마스터 시계에서 전기 충격을 받아 분침을 1분 앞당겨 동기화한다. 초침은 마스터 클럭과 독립적인 전기 모터에 의해 구동된다. 얼굴을 도는 데 약 58.5초밖에 걸리지 않는다. 그런 다음 시계 상단에서 바늘이 잠시 멈춘다. 마스터 클럭에서 다음 분 임펄스를 수신하는 즉시 새로운 회전을 시작한다. 이 무브먼트는 몬데인(Mondaine)에서 만든 일부 라이선스 시계들 중에 모방되었다.

## 문화적 영향

아라우역의 시계 기념물

1953년 독특한 빨간색 초침이 출시된 이후 시계는 스위스의 국가적 아이콘이 되었다. 런던의 디자인 박물관과 뉴욕의 근대미술관 모두에서 뛰어난 20세기 디자인의 예에 포함되어 있다.
문자판 디자인은 1986년부터 몬데인 시계 라인에서 특히 사용되었다.
문자판 디자인은 또한 아이패드(iPad) 및 아이폰(iPhone)과 같은 특정 애플의 디바이스에서 사용하도록 허가되었다. 애플은 처음에 iOS6에서 허락 없이 시계 디자인을 사용했다. 라이선스 계약의 정확한 세부 사항은 기밀이지만, 애플은 궁극적으로 스위스 국영 철도 사업자인 SBB에 2,000만 CHF(2014년 1월 기준 약 US$ 2240만)을 시계 디자인에 지불했다. 애플은 이후 iOS7의 운영 체제에서 디자인을 제거했다.

### 다른 철도의 채택
2020년 8월, 칠레 산티아고 지하철의 뉴뇨아역에는 스위스 철도 시계가 설치되어 있었다.
홍콩에서는 구광철로 영단(1990년대 후반 구광철도 구광동철로 개명)은 1980년대부터 승강장과 대합실에 스위스 철도의 로고가 새겨진 스위스 철도 시계를 설치하였다. 2003년과 2004년에 각각 개통된 구광서철과 마온산철로의 역에도 동일한 시계가 설치되었다. 2008년에 구광철도가 항철공사에 임대하면서, 이 로고는 새로운 회사에 의해 가려졌다. 2022년 9월부터 새로운 운영자가 역시계를 폐기하는 것이 발견되었다.
스위스 체르마트역과 자매결연을 맺은 대한민국의 분천역에도 설치되었다.